# بلطاق
بلطاق، روستایی از توابع بخش کرچمبو شهرستان بوئین و میاندشت در استان اصفهان ایران است.

## مردم
زبان اصلی روستای بلطاق لری می باشد

## جمعیت
این روستا در دهستان کرچمبو جنوبی قرار دارد و براساس سرشماری مرکز آمار ایران در سال ۱۳۸۵، جمعیت آن ۱٬۳۲۳ نفر (۲۹۶خانوار) بوده‌است.